# Team HTC-Columbia 2010
Questa voce raccoglie le informazioni riguardanti l'HTC-Columbia nelle competizioni ufficiali della stagione 2010.

## Stagione
Avendo licenza da UCI ProTeam, la squadra ciclistica francese ha avuto diritto di partecipare alle gare del Calendario mondiale UCI 2010, oltre a quelle dei circuiti continentali UCI.

## Organico

### Staff tecnico
GM=Generale Manager, TM=Team Manager, DS=Direttore Sportivo.
|  | Naz.                   | Ruolo | Sportivo         |  |  |  |
|  | ---------------------- | ----- | ---------------- |  |  |  |
|  | Stati Uniti (bandiera) | GM    | Bruce Carmedelle |  |  |  |
|  | Germania (bandiera)    | TM    | Rolf Aldag       |  |  |  |
|  | Danimarca (bandiera)   | TM    | Brian Holm       |  |  |  |
|  | Italia (bandiera)      | TM    | Valerio Piva     |  |  |  |
|  | Germania (bandiera)    | TM    | Jan Schaffrath   |  |  |  |
|  | Paesi Bassi (bandiera) | TM    | Tristan Hoffman  |  |  |  |
|  | Australia (bandiera)   | DS    | Allan Peiper     |  |  |  |

### Rosa
|  | Naz.                     |  | Sportivo            | Anno |  |  |
|  | ------------------------ |  | ------------------- | ---- |  |  |
|  | Svizzera (bandiera)      |  | Michael Albasini    | 1980 |  |  |
|  | Danimarca (bandiera)     |  | Lars Ytting Bak     | 1980 |  |  |
|  | Regno Unito (bandiera)   |  | Mark Cavendish      | 1985 |  |  |
|  | Belgio (bandiera)        |  | Gert Dockx          | 1988 |  |  |
|  | Austria (bandiera)       |  | Bernhard Eisel      | 1981 |  |  |
|  | Belgio (bandiera)        |  | Jan Ghyselinck      | 1988 |  |  |
|  | Australia (bandiera)     |  | Matthew Harley Goss | 1986 |  |  |
|  | Germania (bandiera)      |  | Bert Grabsch        | 1975 |  |  |
|  | Germania (bandiera)      |  | André Greipel       | 1982 |  |  |
|  | Germania (bandiera)      |  | Patrick Gretsch     | 1987 |  |  |
|  | Danimarca (bandiera)     |  | Rasmus Guldhammer   | 1989 |  |  |
|  | Australia (bandiera)     |  | Adam Hansen         | 1981 |  |  |
|  | Australia (bandiera)     |  | Leigh Howard        | 1989 |  |  |
|  | Stati Uniti (bandiera)   |  | Craig Lewis         | 1985 |  |  |
|  | Germania (bandiera)      |  | Tony Martin         | 1985 |  |  |
|  | Belgio (bandiera)        |  | Maxime Monfort      | 1983 |  |  |
|  | Italia (bandiera)        |  | Marco Pinotti       | 1976 |  |  |
|  | Rep. Ceca (bandiera)     |  | František Raboň     | 1983 |  |  |
|  | Australia (bandiera)     |  | Mark Renshaw        | 1982 |  |  |
|  | Spagna (bandiera)        |  | Vicente Reynés      | 1981 |  |  |
|  | Australia (bandiera)     |  | Michael Rogers      | 1979 |  |  |
|  | Nuova Zelanda (bandiera) |  | Hayden Roulston     | 1981 |  |  |
|  | Lettonia (bandiera)      |  | Aleksejs Saramotins | 1982 |  |  |
|  | Germania (bandiera)      |  | Marcel Sieberg      | 1982 |  |  |
|  | Bielorussia (bandiera)   |  | Kanstancin Siŭcoŭ   | 1982 |  |  |
|  | Stati Uniti (bandiera)   |  | Tejay van Garderen  | 1988 |  |  |
|  | Slovacchia (bandiera)    |  | Martin Velits       | 1985 |  |  |
|  | Slovacchia (bandiera)    |  | Peter Velits        | 1985 |  |  |

## Ciclomercato
| Lars Ytting Bak     | Saxo Bank              |
| Jan Ghyselinck      | Beveren 2000           |
| Matthew Goss        | Saxo Bank              |
| Patrick Gretsch     | Thüringer Energie Team |
| Rasmus Guldhammer   | Team Capinordic        |
| Leigh Howard        | AIS                    |
| Hayden Roulston     | Cervélo                |
| Aleksejs Saramotins | Team Designa Køkken    |
| Tejay van Garderen  | Rabobank Cont.         |
| Peter Velits        | Milram                 |
| Martin Velits       | Milram                 |

| Michael Barry        | Sky     |
| Edvald Boasson Hagen | Sky     |
| Marcus Burghardt     | BMC     |
| Gregory Henderson    | Sky     |
| George Hincapie      | BMC     |
| Kim Kirchen          | Katusha |
| Thomas Löfkvist      | Sky     |
| Morris Possoni       | Sky     |

## Palmarès

### Corse a tappe
Strada
- Tour Down Under

1ª tappa (André Greipel)
2ª tappa (André Greipel)
6ª tappa (André Greipel)
Classifica generale (André Greipel)
- Volta Ciclista a Catalunya

2ª tappa (Mark Cavendish)
- Tour de Romandie

Prologo (Marco Pinotti)
7ª tappa (Mark Cavendish)
- Giro d'Italia

9ª tappa (Matthew Harley Goss)
18ª tappa (André Greipel)
- Tour de Suisse

9ª tappa (Tony Martin)
- Tour de France

5ª tappa (Mark Cavendish)
6ª tappa (Mark Cavendish)
11ª tappa (Mark Cavendish)
18ª tappa (Mark Cavendish)
20ª tappa (Mark Cavendish)
- Tour de Pologne

2ª tappa (André Greipel)
7ª tappa (André Greipel)
- Eneco Tour

2ª tappa (André Greipel)
6ª tappa (André Greipel)
7ª tappa (Tony Martin)
Classifica generale (Tony Martin)
- Vuelta a España

1ª tappa (cronosquadre)
12ª tappa (Mark Cavendish)
13ª tappa (Mark Cavendishn)
17ª tappa (Peter Velits)
18ª tappa (Mark Cavendishn)
Classifica a punti (Mark Cavendish)
Continental
- Tour of Oman

4ª tappa (Leigh Howard)
- Volta ao Algarve

2ª tappa (André Greipel)
- Vuelta a Andalucía

Classifica generale (Michael Rogers)
- Vuelta a Murcia

4ª tappa (František Raboň)
Classifica generale (František Raboň)
- Presidential Cycling Tour of Turkey

1ª tappa (André Greipel)
2ª tappa (André Greipel)
5ª tappa (André Greipel)
6ª tappa (André Greipel)
8ª tappa (André Greipel)
- Tour of California

1ª tappa (Mark Cavendish)
7ª tappa (Tony Martin)
Classifica generale (Michael Rogers)
- Bayern Rundfahrt

4ª tappa (Maxime Monfort)
Classifica generale (Maxime Monfort)
- Ster Elektrotoer

4ª tappa (Adam Hansen)
Classifica generale (Adam Hansen)
- Österreich-Rundfahrt

1ª tappa (André Greipel)
6ª tappa (André Greipel)
- Post Danmark Rundt

1ª tappa (Matthew Goss)
4ª tappa (Mark Renshaw)
6ª tappa (Hayden Roulston)
- Tour of Britain

1ª tappa (André Greipel)
3ª tappa (Michael Albasini)
6ª tappa (André Greipel)
8ª tappa (André Greipel)
Classifica generale (Michael Albasini)

### Corse in linea
ProTour
- Gand-Wevelgem (Bernhard Eisel)

Continental
- Trofeo Magaluf-Palmanova (André Greipel)
- Philadelphia International Championship (Matthew Goss)
- Championnat des Flandres (Leigh Howard)
- Grand Prix d'Isbergues (Aleksejs Saramotins)

### Campionati nazionali
Strada
- Campionati cechi

Cronometro (František Raboň)
- Campionati italiani

Cronometro (Marco Pinotti)
- Campionati lettoni

In linea (Aleksejs Saramotins)
- Campionati slovacchi

Cronometro (Martin Velits)
- Campionati tedeschi

Cronometro (Tony Martin)

## Classifiche UCI

### Calendario mondiale UCI
Individuale
Piazzamenti dei corridori della HTC nella classifica individuale del Calendario mondiale UCI 2010.
| Pos. | Ciclista           | Punti |
| ---- | ------------------ | ----- |
| 20   | André Greipel      | 211   |
| 22   | Mark Cavendish     | 198   |
| 25   | Tony Martin        | 179   |
| 33   | Marco Pinotti      | 140   |
| 39   | Peter Velits       | 127   |
| 43   | Michael Rogers     | 113   |
| 46   | Matthew Goss       | 109   |
| 61   | Bernhard Eisel     | 83    |
| 67   | Tejay van Garderen | 76    |
| 72   | Michael Albasini   | 67    |
| 95   | Maxime Monfort     | 44    |
| 168  | Mark Renshaw       | 10    |
| 194  | Bert Grabsch       | 6     |
| 207  | Hayden Roulston    | 4     |
| 222  | Martin Velits      | 4     |

Squadra
L'HTC ha chiuso in sesta posizione con 855 punti.